# Iglesia de Notre-Dame de Chambéry
La iglesia de Notre-Dame de Chambéry es una iglesia situada en el centro de la ciudad de la comuna francesa de Chambéry, en el departamento de Saboya en la región de Rhône-Alpes.
Fue construido por los jesuitas a finales del siglo XVI, en ese momento detrás de las antiguas murallas de la ciudad, que al igual que la iglesia estaban hechas de ladrillos cocidos.
Está clasificada como monumento histórico desde el 24 de junio de 1996.

## Historia
Las obras comenzaron en 1598, año en que se excavaron los cimientos. Al estar construida la ciudad de Chambéry sobre un terreno pantanoso, este paso llevó tiempo y se puso la primera piedra el 25 de noviembre de 1599 por el duque Charles-Emmanuel I de Saboya. Luego, la construcción continuó lentamente hasta 1618, para acelerarse nuevamente a partir de 1625. Aunque inacabado, fue inaugurado el 31 de julio de 1635 y se celebró la primera misa.
La fachada se completó entre 1644 y 1646 gracias a la ayuda financiera de la regente Cristina de Francia. Luego se consagra el 22 de mayo de 1646 a María y su Anunciación por el obispo Paulin M, del obispado de Maurienne.
El  se convirtió en la iglesia parroquial de Notre-Dame de la Nativity de la Vierge, después de haber sido transformada en hospital durante la Revolución. En el año 1822se reformó el campanario.
Sufrió sólo algunos daños por los bombardeos estadounidenses que golpearon la ciudad de Chambéry el 26 de mayo de 1944.
En 1987 se llevaron a cabo nuevas obras de transformación, colocando una nueva instalación eléctrica, y fue catalogado como monumento histórico en su totalidad el 24 de junio de 1996.

## Arquitectura

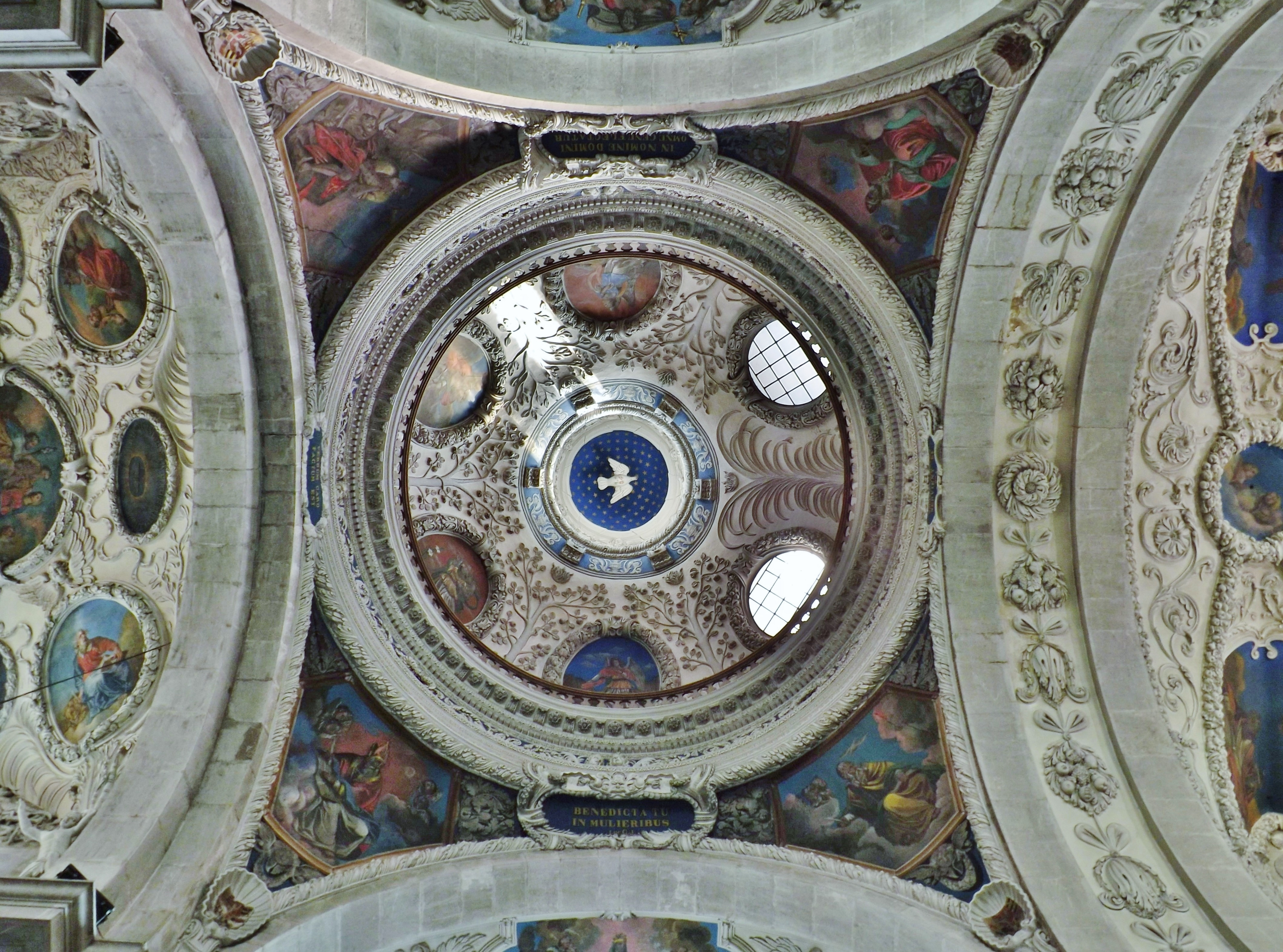
Ver debajo de la cúpula.

La iglesia de Notre-Dame de Chambéry tiene varios elementos arquitectónicos notables, incluida la fachada y la cúpula.
- La fachada, terminada en 1646, se eleva a 23,50 metros, por un ancho de 21 metros. Tiene dos niveles por orden y tres costados, la parte central de la cual está coronada por un frontón triangular. En ambos extremos del nivel inferior se excavan dos nichos, en los que actualmente se encuentran las estatuas de María (izquierda) y José (derecha). El segundo nivel, por su parte, ofrece un vano tripartito con volutas y braseros. También aparece el escudo de armas ducal de Charles-Emmanuel I, quien colocó la primera piedra.
- La cúpula semiesférica está rematada por una linterna hexagonal y tiene pechinas decoradas con el escudo de armas de la Casa de Saboya, así como los retratos de cuatro doctores de la Iglesia, San Ambrosio, San Jerónimo, San Agustín y San Gregorio Magno. La cúpula mide 9 metros de diámetro y 23 m  de altura, o 27,50 m con la linterna.[5]